# Carbylsulfat
Carbylsulfat (1,3,2,4-Dioxadithian-2,2,4,4-tetroxid) ist eine Additionsverbindung aus Ethylen und Schwefeltrioxid, über die erstmals in den Jahren 1838 Regnault und 1839 Heinrich Gustav Magnus als Produkt der Umsetzung von wasserfreiem Ethanol und wasserfreier Schwefelsäure berichteten.

## Gewinnung und Darstellung
Carbylsulfat entsteht bei der stark exothermen (Reaktionsenthalpie ca. 3.350 kJ/kg) Reaktion von Ethylen und Schwefeltrioxid in der Dampfphase in fast quantitativer Ausbeute.
Der industrielle Herstellungsprozess wird in einem bzw. zwei hintereinander geschalteten Rohrbündelreaktoren mit trockenem Ethylen und gasförmigem Schwefeltrioxid im Mischungsverhältnis von 1:2,2 bis 1:2,4 bei 115 °C bis 140 °C durchgeführt und flüssiges Carbylsulfat am Reaktorboden kontinuierlich abgezogen. Der Reaktionsumsatz liegt bereits im ersten Reaktor bei mindestens 80 %.
Als Sulfonierungsmittel können auch Dischwefelsäure bzw. Oleum oder Chlorsulfonsäure eingesetzt werden, statt Ethylen auch Verbindungen, die mit dem Sulfonierungsmittel Ethylen bilden, z. B. Ethanol oder Diethylether.

## Eigenschaften
Carbylsulfat ist eine farblose, kristalline, hygroskopische Substanz mit stechendem Geruch nach Schwefeldioxid und hoher Reaktivität, die beim Erhitzen über 170 °C zur explosionsartigen Zersetzung führen kann. Das im industriellen Prozess als wasserklare Schmelze anfallende Carbylsulfat weist – in Übereinstimmung mit D.S. Breslow (107,5–109 °C) – einen Schmelzbereich von 102 bis 108 °C auf. Der bereits 1839 angegebene Schmelzpunkt von ca. 80 °C ist auf anhaftendes Schwefeltrioxid zurückzuführen. Wegen seiner unangenehmen Eigenschaften ist Carbylsulfat schwer handhabbar und wird in der Regel nicht isoliert, sondern direkt zu Folgeprodukten weiterverarbeitet.

## Verwendung
Carbylsulfat dient als Ausgangsmaterial für Vinylsulfonsäure bzw. Natriumvinylsulfonat (englisch sodium vinylsulfonate, SVS), die wichtige aktivierte Alkene darstellen und u. a. als anionische Comonomere eingesetzt werden. Durch nucleophile Addition an die aktivierte Doppelbindung der Vinylsulfonsäure und ihrer Derivate sind eine Reihe funktioneller Verbindungen mit vielfältigen Anwendungen zugänglich.